# دولت-شهرهای سغدی

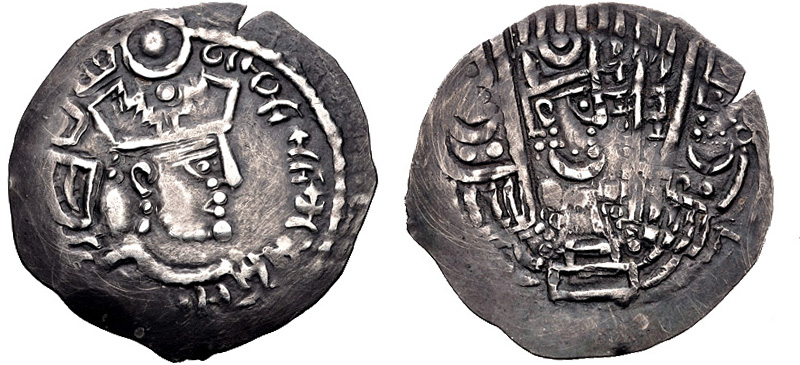
سکه خونوک، یکی از حاکمان بخارا.

دولت شهرهای سغدی اشاره به دولت-شهرهای مستقل یا خودمختاری دارد که در دوران باستان متاخر و قرون میانه به منطقه ایرانی سغد حکومت کردند. بیشتر این دولت-شهرها توسط یک اخشید (شاه) یا بامبشت (شهبانو) اداره می‌شد که این فرمانروا از جایگاه یکسانی در میان شهروندانش برخوردار بود؛ با این حال، خط جانشینی همیشه یکسان نبود و مردم شهرهای سغدی می‌توانستند در انتخاب فرمانروای آینده تأثیرگذار باشند. حمله مسلمانان به فرارود به دوران استقلال دولت‌های سغدی پایان داد.
سمرقند و بخارا - شهرهای معروف ادبیات فارسی - بزرگترین و ثروتمندترین دولت-شهرهای سغدی بودند.